# Нир, Ричард
Ричард Нир (англ. Richard Theodore Neer, род. XX век) — заслуженный профессор истории искусств Уильяма Б. Огдена, Колледжа кино и медиаисследований, а также сотрудник кафедры классической литературы Чикагского университета. Нир также является исполнительным редактором журнала Critical Inquiry.

## Избранные публикации
- Corpus Vasorum Antiquorum. Malibu, J. Paul Getty Museum, Fascicle 7. Malibu: The J. Paul Getty Museum, 1997. ISBN 0892362944
- Style and politics in Athenian vase-painting: The craft of democracy, ca. 530-460 B.C.E. Cambridge: Cambridge University Press, 2002. ISBN 0521791111
- The Emergence of the Classical Style in Greek Sculpture. Chicago: University of Chicago Press, 2010. ISBN 0226570630
- Art & Archaeology of the Greek World: A New History, c. 2500 - c. 150 BCE. London: Thames & Hudson, 2011. ISBN 0500288771